# Мали кућни графити
Мали кућни графити је српска серија приказана током 1996. године.

## Радња
Ово је прича о једном малом комшилуку. Комичан осврт на обичне људе, њихове односе и типичне заплете међу суседима на овим просторима.

## Улоге
| Глумац               | Улога                             |
| -------------------- | --------------------------------- |
| Жељко Митровић       | Мајстор Ђура                      |
| Миленко Заблаћански  | Буда                              |
| Боривоје Кандић      | Миљан                             |
| Иван Бекјарев        | бизнис менаџер рекеташ Мираш      |
| Радмила Живковић     | председница Славица Цветковић     |
| Војка Чавајда        | Даца Маца                         |
| Небојша Љубишић      | професор Миле Јовић               |
| Драгана Мркић        | Анђелка                           |
| Димитрије Илић       | Дизелаш                           |
| Ана Радивојевић      | Саша                              |
| Рената Улмански      | госпођа Латинка-Мигренка          |
| Миња Војводић        | Нови станар                       |
| Наташа Нинковић      | циганка Љубица                    |
| Владан Савић         | Сашин бивши дечко Дејан           |
| Миленко Павлов       | продавац среће                    |
| Нела Михаиловић      | Хуанита                           |
| Душко Радовић        | Коџак                             |
| Власта Велисављевић  |                                   |
| Соња Кнежевић        | Јованка                           |
| Ана Симић            | Зага-Заки Кавасаки                |
| Моника Ромић         | Сања                              |
| Миња Вујовић         | професор Пеђовић                  |
| Бранислав Зеремски   | Стив                              |
| Растко Јанковић      | Рики                              |
| Иван Јевтовић        | Ики                               |
| Дејан Луткић         | Дики                              |
| Никола Булатовић     | Ники                              |
| Ивана Павловић       | напуштена беба                    |
| Стерије Толић        | Доктор                            |
| Елизабета Поповић    | Жена са тамним наочарима / Миљана |
| Саво Контић          | Гуслар 1                          |
| Драгиша Старчевић    | Гуслар 2                          |
| Дамљан Шишовић       | Гуслар 3                          |
| Вучина Зорић         | Болничар 1                        |
| Александар Пашко     | Болничар 2                        |
| Радисав Радојковић   | Пензионер 1                       |
| Славољуб Фишековић   | Пензионер 2                       |
| Зоран Миљковић       | Пензионер                         |
| Александра Симић     | тв водитељка                      |
| Бојана Бамбић        | Владислава                        |
| Александар Тодоровић | Сподоба                           |
| Донка Игњатовић      | Пензионер                         |
| Лука Мишчевић        | Пензионер 3                       |
| Владимир Тодоровић   | Миљанов брат                      |
| Слађана Стаменковић  | Миљанова снаја                    |
| Дамјан Шишовић       | Дача                              |
| Иван Заблаћански     | Ђурин син                         |
| Марија Милојевић     | Ђурина ћерка                      |